# 2025 en football
Cet article présente les faits marquants de l'année 2025 en football.

## Principales compétitions

### Europe
- Ligue des champions de l'UEFA (du 9 juillet 2024 au 31 mai 2025)
- Ligue Europa (du 11 juillet 2024 au 21 mai 2025)
- Ligue Conférence (du 11 juillet 2024 au 28 mai 2025)
- Ligue des champions féminine de l'UEFA (du 25 juillet 2024 au 25 mai 2025)
- Premier League (du 17 août 2024 au 25 mai 2025)
- Ligue des Nations de l'UEFA (du 5 septembre 2024 au 8 juin 2025)
- Championnat d'Europe de football espoirs (du 11 au 28 juin 2025)
- Euro féminin (du 2 au 27 juillet 2025)

### Asie
- Ligue des champions Élite de l'AFC (du 30 juillet 2024 au 4 mai 2025)
- Ligue des champions 2 de l'AFC (du 31 juillet 2024 au 17 mai 2025)
- Challenge League de l'AFC (du 13 août 2024 au 10 mai 2025)

### Afrique
- Ligue des champions de la CAF (du 16 août 2024 au 1er juin 2025)
- Coupe de la confédération (du 16 août 2024 au  25 mai 2025)
- Coupe d'Afrique des nations féminine 2024 (du 5 au 26 juillet 2025)
- Coupe d'Afrique des nations ( du 21 décembre 2025 au 18 janvier 2026)

### Amérique du Nord
- Ligue des nations de la CONCACAF (du 2 septembre 2024 au 23 mars 2025)
- Coupe des champions de la CONCACAF (du 4 février au 1er juin 2025)
- Gold Cup 2025 (du 14 juin au 6 juillet 2025)

### Amérique du Sud
- Copa Libertadores (de février à novembre 2025)
- Copa Sudamericana (du 5 mars au 23 novembre 2025)
- Copa América féminine 2025 (du 12 juillet au 2 août 2025)

### Océanie
- Ligue des champions de l'OFC (du 8 février au 12 avril 2025)

### Compétitions FIFA
- Coupe du monde de football des moins de 20 ans (du 27 septembre au 19 octobre 2025)
- Coupe du monde de football des moins de 17 ans (du 5 au 27 novembre 2025)
- Coupe du monde des clubs de la FIFA (du 15 juin au 13 juillet 2025)
- Coupe intercontinentale de la FIFA (de septembre à décembre 2025)

## Chronologie mensuelle

### Janvier
- 1 janvier : Thomas Tuchel commence ses fonctions, comme nouveau sélectionneur de l'Angleterre.
- 5 janvier : 
  - Le Paris Saint-Germain remporte son 13e Trophée des champions en s'imposant 1-0 face à l'AS Monaco au Stade 974 de Doha, grâce à un but de Ousmane Dembélé dans les dernières minutes.
  - 20e journée de Premier League, leadeur incontesté du championnat, le Liverpool FC a été tenu en échec (2-2) sur sa pelouse par Manchester United lors d'un 216e derby d’Angleterre qui aura tenu toute ses promesses en terme de spectacle.
- 6 janvier : Lors de la finale de la Supercoupe d’Italie, l’AC Milan remporte le trophée pour la 8e fois en battant l’Inter Milan lors du 241e Derby de la Madonnina sur un score de 3 buts à 2, après avoir été mené 2-0 à la 47e minute.
- 8 janvier : Didier Deschamps annonce qu’il ne prolongera pas son contrat de sélectionneur de l'Équipe de France de football, qui se termine peu après la Coupe du Monde 2026 en Amérique du Nord.
- 9 janvier : Everton choisit de limoger son entraîneur Sean Dyche seulement trois heures avant d'affronter Peterborough en 32e de finale de la FA Cup.
- 10 janvier : L'avant-centre de Newcastle United, Alexander Isak, remporte le trophée de Joueur du mois de décembre en Premier League.

11 janvier : David Moyes est officiellement nommé comme nouvel entraîneur d'Everton. L'écossais revient à Goodison Park après avoir quitté le club en 2013.
- 12 janvier :  
  - Le joueur anglais de l'OM, Mason Greenwood, est élu joueur du mois de décembre en Ligue 1.
  - Le FC Barcelone remporte sa 15e Supercoupe d'Espagne au stade Roi-Abdallah en Arabie saoudite en s'imposant aisément lors du 294e Clásico  sur un score de 5 buts à 2 face au Real Madrid.
- 15 janvier : 21e journée de Premier League, Arsenal sort vainqueur du 215e North London derby en s'imposant face à Tottenham 2 buts à 1 au terme d'une prestation sérieuse, à défaut d'être brillante. Les Gunners s'offrent une victoire précieuse dans la course au titre qui leur permet de revenir à 4 points du leader Liverpool. De son côté Tottenham n'en finit plus de dégringoler en se retrouvant à la 13e place du championnat anglais.
- 16 janvier : 16e de finale de la Coupe de France, le club amateur du FC Bourgoin-Jallieu qui évolue en 5e division crée la sensation en parvenant à éliminer l'Olympique lyonnais (0-0, 4 tirs au but à 2).
- 17 janvier : Beşiktaş officialise la nomination du norvégien Ole Gunnar Solskjær comme nouvel entraîneur du club.
- 24 janvier : La Fédération royale belge de football annonce la nomination du français Rudi Garcia comme nouveau sélectionneur de la Belgique. Il signe un contrat jusqu'à la Coupe du monde 2026, mais son contrat s'interrompra automatiquement en cas de non-qualification.
- 26 janvier : Le FC Barcelone remporte la Supercoupe d'Espagne féminine au Stade municipal de Butarque de Leganés en battant en finale le club rival du Real Madrid sur un score net et sans bavures de 5 à 0.
- 27 janvier : Pierre Sage est démis de son poste d'entraîneur de l'Olympique lyonnais. Selon le journal L'Équipe, le club du Rhône devrait nommer comme remplaçant le portugais Paulo Fonseca limogé fin décembre du Milan AC.
- 30 janvier : Alors que le Stade rennais pointe à une 16e place en Ligue 1, synonyme de barragiste, le club breton officialise la signature de son nouvel entraîneur, Habib Beye pour un contrat de 6 mois. Il devient le troisième entraîneur des Rouges et Noirs sur cette saison 2024/2025, après les départs de Julien Stéphan et de Jorge Sampaoli[1].

### Février
- 2 février : Flamengo décroche une nouvelle Supercoupe du Brésil (en) au stade olympique du Pará de Belém en s'imposant face à Botafogo sur le score de 3 buts à 1.
- 3 février : Le Stade de Reims se sépare de son entraîneur Luka Elsner à la suite des mauvais résultats du club. Pour le remplacer, le club champenois choisit la promotion interne puisque c'est l'adjoint Samba Diawara qui devrait terminer la saison sur le banc en tant qu'entraîneur principal.
- 5 février : En 8e de finale de la Coupe de France, le club amateur du Stade Briochin continue son parcours en coupe en réalisant un nouvel exploit cette fois face à l'OGC Nice en s'imposant sur le score de 2 buts à 1.
- 7 février : Justin Kluivert, joueur néerlandais de Bournemouth remporte le trophée de joueur du mois de janvier en Premier League.
- 9 février : L'attaquant du PSG, Ousmane Dembélé est élu joueur du mois de janvier en Ligue 1.
- 17 février : Fabio Pecchia n'est plus entraîneur de Parme, le club de Serie A l'a officiellement annoncé lundi après-midi. Parme n'a pas remporté un seul match de championnat depuis le 28 décembre. Selon la presse italienne, son successeur serait l’ancien défenseur international roumain Christian Chivu qui prendrait la place d’entraîneur pour la suite de la saison[2].
- 18 février : Le Stade Malherbe de Caen, actuellement à la dernière place de la Ligue 2, choisit de nommer Michel Der Zakarian comme nouvel entraîneur du club, suite au limogeage de Bruno Baltazar. L'entraîneur portugais, arrivé le 29 décembre dernier, aura cumulé un bilan de 7 défaites en 7 matchs[3].

### Mars
- 15 mars : Le Chelsea FC Women décroche la Coupe de la Ligue anglaise féminine (en) 2-1 face à Manchester City grâce à un but de Mayra Ramírez et un but contre son camp de Yui Hasegawa, poursuivant ainsi sa quête du triplé domestique sous la direction de Sonia Bompastor.
- 16 mars : 
  - Newcastle United remporte la Coupe de la Ligue anglaise de football en battant Liverpool FC 2-1 au Stade de Wembley, décrochant ainsi son premier trophée national majeur depuis 1955.
  - Lors de la 26e journée de Ligue 1, le Paris Saint-Germain parvient à remporter au Parc des princes le 109e Classique de l'histoire en s'imposant 3-1 face à l'Olympique de Marseille. Intraitable en L1, les parisiens comptent désormais une avance de 19 points sur leur adversaire du jour pourtant deuxième du classement.
- 24 mars : Le Mexique remporte pour la 1re fois la Ligue des nations de la CONCACAF 2024-2025 en s'imposant 2-1 face au Panama en finale au SoFi Stadium d'Inglewood, grâce notamment à un doublé de Raúl Jiménez.

### Avril
- 2 avril : 48 ans après, le Stade de Reims se qualifie à nouveau pour une finale de Coupe de France après une victoire en demi-finale 2 buts à 1 face au club amateur de l'AS Cannes (N2).
- 5 avril : 28e journée de Ligue 1, le Paris-Saint-Germain décroche officiellement un 13e titre de champion de France après une victoire au Parc des Princes 1-0 face au SCO d'Angers[4].
- 6 avril : 31e journée de Premier League, lors du 196e derby de Manchester disputé à Old Trafford, Manchester United et Manchester City font match nul 0-0 au terme d'une rencontre assez décevante, notamment en première période[5].
- 7 avril : Jean-Louis Gasset n'est plus l'entraîneur du Montpellier HSC. Le club héraultais, actuellement à la dernière place de la Ligue 1, a choisi de mettre un terme à ses fonctions de coach suite à une série de neuf défaites consécutives en championnat[6].
- 8 avril : Zoumana Camara est nommé comme nouvel entraîneur du Montpellier HSC il remplace donc Jean-Louis Gasset limogé le veille[7]. Il s'agit de sa toute première expérience à la tête d’une équipe professionnelle.
- 18 avril : 31e journée de Ligue 2, le Stade Malherbe de Caen est officiellement relégué en National suite à une nouvelle lourde défaite de 3 à 0 subie à domicile contre le FC Martigues, pourtant concurrent direct au classement[8].
- 21 avril : 92 ans après son dernier titre, Go Ahead Eagles remporte la Coupe des Pays-Bas au Stade Feijenoord de Rotterdam apres s'être s'imposé en finale face à l’AZ Alkmaar. Le match se termine sur le score de 1-1, avant la séance de tirs aux but que Go Ahead Eagles gagne 4-2. Grace a cette victoire le club de la ville de Deventer se retrouve qualifié pour la Ligue Europa 2025-2026.
- 25 avril : 31e journée de Ligue 1, quatre jours avant d'affronter Arsenal en demi-finale de la Ligue des champions le Paris Saint-Germain subit sa première défaite de la saison en Championnat. Déjà assuré du titre, le club de la capitale s'incline 3-1 au Parc des princes face à l'OGC Nice. Grâce à ce succès, Nice est provisoirement quatrième du classement à un point de la deuxième place.
- 26 avril :
  - 32e journée de Ligue 2, le FC Lorient est officiellement promu en Ligue 1 suite à une victoire écrasante contre Caen (4-0) combinée à une défaite du FC Metz sur la pelouse de Pau (2-1). Le club breton retrouve l'élite du football français un an après l'avoir quittée.
  - 31e journée de Ligue 1, alors que l'espoir n'était plus de mise depuis des semaines, Montpellier est officiellement relégué en Ligue 2 pour la saison 2025-2026 suite au match nul entre Le Havre Athletic Club et l'AS Monaco (1-1).
  - Lors du 295e Clásico, le FC Barcelone remporte sa 33e Coupe du Roi en s’imposant 3-2 après prolongation, face au Real Madrid au Stade olympique de Séville, grâce à un but décisif de Jules Koundé en toute fin de match.
- 29 avril : Le défenseur allemand Antonio Rüdiger est suspendu pour six matchs par la Fédération espagnole de football, après avoir lancé une poche de glace en direction de l'arbitre, Ricardo de Burgos Bengoetxea, lors de la finale de la Coupe du Roi perdue 3-2 après prolongation face au FC Barcelone[9].

### Mai
- 2 mai : 33e journée de Ligue 2, suite à un match nul face au FC Martigues (1-1), le Paris FC, 2e du classement, valide officiellement sa montée en Ligue 1 pour la saison 2025-2026, 46 ans après avoir quitté l'élite du foot français. Les Parisiens tenteront lors de l'ultime journée de championnat de sublimer une saison historique en essayant de glaner le titre de champion de L2 dans un duel à distance face au FC Lorient.
- 3 mai :
  - 46e journée d'EFL Championship, ce samedi, à l'occasion de la dernière journée de championnat, Leeds United est officiellement sacré champion grâce à une victoire arrachée dans le temps additionnel sur pelouse de Plymouth (2-1). Dans le même temps Luton Town Football Club est relégué en EFL League One suite a une nouvelle défaite 5 buts à 3 subie sur la pelouse West Bromwich[10].
  - Le Paris FC gagne sa 1er Coupe de France féminine après s'être imposé au Stade de l'Épopée de Calais face a l'équipe rivale du Paris Saint-Germain (0-0, 5-4 t.a.b.).
  - 32e journée de Ligue 1, le RC Strasbourg bat le PSG au terme d'une belle prestation en gagnant 2-1 et stoppe la progression du PSG qui avait alors engrangé 39 déplacements sans défaites. Les Strasbourgeois, qui, avec ce résultat, pointent à une 6e place au classement, restent quant à eux invaincus depuis février.
- 4 mai : 
  - Le club saoudien d'Al-Ahli FC remporte la Ligue des champions asiatique pour la 1er fois de l'histoire après une victoire en finale sur le score de 2-0 face aux Japonais du Kawasaki Frontale. En gagnant la compétition Al Ahli est aussi qualifié pour la phase de championnat de la Ligue des champions asiatique 2025-2026, la Coupe intercontinentale de la FIFA 2025 et la Coupe du monde des clubs de la FIFA 2029.
  - Le Club Bruges decroche la Coupe de Belgique 2024-2025 en battant le RSC Anderlecht 2-1 au Stade Roi Baudouin de Bruxelles.
- 6 mai : Demi-finale retour de la Ligue des champions, l'Inter Milan bat le FC Barcelone 4-3 après prolongation et se qualifie pour la finale au terme d'une demie fabuleuse, après un score cumulé de 7 à 6. Les deux équipes sont passées par toutes les émotions et ont mené chacun leur tour tout au long du match. A la dernière minute les Intéristes ont arraché la prolongation, avant d'avoir le dernier mot.
- 7 mai : Demi-finale retour de la Ligue des champions, le PSG s'impose face à l'Arsenal FC 2-1 et se qualifie pour la finale pour la deuxième fois de son histoire, après un score cumulé de 3 à 1. Cinq ans auparavant, les Parisiens s'étaient inclinés 1 but à 0 en finale contre le Bayern Munich.
- 10 mai : 34e journée de Ligue 2, deja assuré de monter en L1 le FC Lorient est sacré champion de France de deuxième division après un ultime succès 5 à 1 face au FC Martigues. Ce résultat condamne dans le même temps les Martégaux à une 17e place synonyme de relégation en National.
- 11 mai : 35e journée de LaLiga, mené 2-0 après 14 minutes de jeu, le FC Barcelone parvient à renverser la rencontre pour remporter le 296e Clásico 4 buts à 3 face au Real Madrid. Avec cette victoire le Barça prend une très belle option pour le titre de champion d'Espagne avec une avance de 7 points sur leur adversaire du jour et dauphin au classement, le tout alors que seulement trois journées du championnat restent encore à se disputer.
- 14 mai : Le Bologne FC gagne la Coupe d'Italie pour 3e fois de l'histoire apres s'être imposé au Stade Olympique de Rome  1-0 face à l'AC Milan. Grâce a se succès Bologne se qualifie pour la Ligue Europa 2025-2026.
- 15 mai : 36e journée de LaLiga, le FC Barcelone est officiellement sacré champion d'Espagne après une victoire 2-0 lors du 218e derby barcelonais disputé sur la pelouse de l'Espanyol Barcelone.
- 17 mai : 
  - Crystal Palace gagne pour la 1er fois la Coupe d'Angleterre en s'imposant au Stade de Wembley 1-0 face à Manchester City.
  - Le Championnat d'Europe féminin des moins de 17 ans disputé aux Îles Féroé est remporté par les Néerlandaises apres une victoire 2-1 en finale face aux Norvégiennes.
- 21 mai : Finale de la Ligue europa au Stade San Mamés à Bilbao (Espagne), au terme d'une finale hachée, longtemps pauvre en occasions et d'un niveau technique pas vraiment flamboyant, Tottenham s'est octroyé, face à Manchester United son premier titre européen depuis 41 ans (1-0), sa troisième couronne en C3 de son histoire. Grâce à ce titre les Sprurs se qualifient également pour la prochaine Ligue des champions.
- 24 mai : 
  - Le VfB Stuttgart remporte son 4e trophée en Coupe d'Allemagne et valide sa place en Ligue Europa 2025-2026 après une victoire à l'Olympiastadion de Berlin 4 buts à 2 face au club de troisième division de l'Arminia Bielefeld.
  - Le Paris Saint-Germain gagne une 16e Coupe de France en l'emportant au Stade de France par 3 à 0 face au Stade de Reims.
- 25 mai : Lors du 324e Derby de Lisbonne, le Sporting Portugal remporte au Stade national du Jamor sa 18e Coupe du Portugal en s’imposant 3-1 après prolongation, face au Benfica Lisbonne. Kökçü ouvre le score pour les diables rouges à la 48e minute avant que Gyökeres n'égalise sur penalty pour les verts et blanc à la dernière seconde pour arracher la prolongation puis que Harder et Trincão ne fassent la différence ensuite à la 99e et à la 121e. Avec cette victoire le Sporting réalise le doublé Coupe/Championnat.
- 28 mai : Finale de la Ligue Conférence au Stade municipal de Wrocław en Pologne. Les Anglais de Chelsea gagnent une nouvelle coupe d'Europe après avoir battu nettement le Betis Séville 4 buts à 1. Après la C1, la C2 et la C3 les Londoniens remportent la C4 ce qui leur permet de devenir la première équipe à remporter les quatre coupes d'Europe.
- 31 mai : Finale de la Ligue des champions de l'UEFA à l'Allianz Arena de Munich (Allemagne). Le PSG remporte sa première Ligue des Champions en s'imposant 5 à 0 contre le club italien de l'Inter Milan. Avec ce titre le club parisien réalise un quadruplé historique en remportant le championnat français, le Trophée des champions, la Coupe de France et la LDC.

### Juin
- 1er juin : 
  - L'équipe du Portugal U17 remporte au Air Albania Stadium de Tirana (Albanie) le Championnat d'Europe des moins de 17 ans en battant l'équipe de France U17 3 buts à 0.
  - Sur leur terrain du Stade olympique universitaire de Mexico les mexicains de Cruz Azul remportent la Coupe des champions de la CONCACAF pour la 7e fois après une victoire sans appel en finale  5 à 0 face aux Canadiens des Whitecaps de Vancouver.
- 8 juin : Le Portugal gagne la Ligue des nations de l'UEFA pour la 2e fois de l'histoire après une victoire en finale aux tirs au but (1-1, 5-3 t.a.b.) face a l'Espagne.
- 14 juin : 1er match de la coupe du monde des clubs de la FIFA 2025 entre Al Ahly et l'Inter Miami qui se conclu par un match nul et vierge de 0 à 0.
- 26 juin : Les Pays-Bas remportent l'Euro U19 2025 au Stade Rapid-Giulești de Bucarest en battant en finale l'Espagne par 1 but à 0.
- 27 juin : L'Euro U19 féminin 2025 est remporté par les espagnoles qui l'emportent en finale par 4 à 0 face a la France.
- 28 juin : Les espoirs anglais remportent l'Euro espoirs pour la deuxième fois consécutive en battant en finale l'Allemagne en prolongation  sur un score de 3 buts à 2 .

### Juillet
- 6 juillet  : La Gold Cup 2025 est remportée au NRG Stadium de Houston par le Mexique qui s'impose en finale sur le score de 2 buts à 1 face aux États-Unis.
- 13 juillet : Finale de la Coupe du monde des clubs au MetLife Stadium dans la banlieue de New York (États-Unis). Chelsea est sacré champion du monde des clubs en battant le Paris Saint-Germain (3-0) grâce à un doublé de Cole Palmer (22e, 30e minutes) et un but de João Pedro (43e minute) juste avant la mi-temps.
- 27 juillet : Elles tiennent leur revanche. Battue par l’Espagne en finale de la Coupe du monde 2023 les anglaises ont cette fois trouvé la solution pour battre la Roja et etre sacré championne d'Europe au Parc Saint-Jacques de Bâle en s'imposant lors d'une séance de Tirs au but (1-1, 3-1 t.a.b.). Les Lionnes réussissent le "back to back" et conservent leur titre de championnes d’Europe.
- 31 juillet : La Supercoupe du Portugal 2025 est remportée au Stade de l'Algarve par le Benfica Lisbonne qui s'impose 1-0 lors du 325e derby de Lisbonne disputé face au  Sporting Portugal. A noté que c'est la dixième fois de l'histoire que Benfica gagne la Supercoupe du Portugal.

## Décès

### Mars
- 22 mars : décès du joueur international puis entraîneur algérien Djamel Menad vainqueur de la Coupe d'Afrique des nations en 1990 de la Coupe d'Afrique des clubs champions en 1981 de la Coupe d'Afrique des vainqueurs de coupe de football en 1995 de 5 Championnat d'Algérie et de 3 Coupe d'Algérie.

### Juin
- 27 juin : décès à l'âge de 72 ans du joueur international puis entraîneur français Bernard Lacombe vainqueur du Championnat d'Europe en 1984, de 3 titres de Champion de France et de 3 Coupe de France.
- 28 juin : décès à l'âge de 76 ans de Jacky Vergnes international français a 1 reprise qui fut sacré champion de France en 1979.

### Juillet
- 3 juillet : décès à l'âge de 28 ans de l'international Portugais Diogo Jota ayant notamment remporté la Ligue des nations en 2019 et en 2025, la Coupe d'Angleterre en 2022 et le Championnat d'Angleterre en 2025.